# Чехларе
Чехла́ре (болг. Чехларе) — село в Пловдивській області Болгарії. Входить до складу общини Брезово.

## Населення
За даними перепису населення 2011 року у селі проживали 83 особи, з них 79 осіб (95,2%) — болгари.
Розподіл населення за віком у 2011 році:
Динаміка населення: